# Limbella tricostata
Limbella tricostata är en bladmossart som beskrevs av C. Müller och Edwin Bunting Bartram 1933. Limbella tricostata ingår i släktet Limbella och familjen Neckeraceae. Inga underarter finns listade i Catalogue of Life.